# خربة المنطار
خربة المنطار كانت قرية فلسطينية في قضاء صفد. تقع القرية على بعد 31 كم شمال شرق صفد، على امتداد نهر بانياس. بلغ عدد سكان القرية في عام 1945 360 نسمة. تقع القرية في منطقة بركانية في اتجاه سهل الحولة.

## القرية في الماضي
امتلك السكان الفلسطينيين 52 دونماً من مساحة الأرض، لم يملك الصهيونيون أياً منها، اما الأراضي المشاع، فشكلت 13 دونم من مساحة أراضي القرية. نظراً لصغر مساحة القرية صنفت كمزرعة حسب معجم فلسطين الجغرافي المفهرس. حسب الرحال الأمريكي إدوارد روبنسون، سكن القرية بدو من أصل عربي، تركي، وكردي، بالإضافة لذلك أشار روبنسون إلى أن معظم الأراضي المجاورة لخربة المنظار كانت من ملك البارون روتشليد. تشيرالمصادر إلى تأسيس مستعمرة محانيم [الإنجليزية] في عام 1898 على هذه الأراضي لكنها كانت عاجزة اقتصادياً، اشتغل سكان خربة المنطار بزراعة تلك الأراضي، وقد حصلوا على ملكيتها رسمياً في عام 1939.

## احتلال القرية
احتلت القرية واخليت من سكانها في تاريخ 01-05-1948 على اثر عملية يفتاح التي نفذتها قوات البلماح.

## القرية اليوم
لم تبنى مستوطنات على أراضي القرية اليوم.

## وصلات خارجية
- خربة المنطار ترحب بكم